# Elvis (program)
elvis – edytor tekstu, klon używanego w systemach uniksowych vi, poza funkcjonalnością oryginału oferujący także nowe funkcje, np. podświetlanie składni czy możliwość używania poprzez interfejs graficzny (tylko na niektórych platformach). Dostępne są wersje działające pod systemami uniksowymi (zarówno w trybie tekstowym jak i pod X Window), MS Windows oraz OS/2. Autorem elvisa, będącego wolnym oprogramowaniem, jest Steve Kirkendall.